# Jacopo Amigoni
Jacopo Amigoni o Jacopo Amiconi o Giacomo Amiconi (Venecia, 1682 - Madrid, 21 de agosto de 1752) fue un pintor italiano de influencia rococó. Pertenecía a la escuela veneciana y su estilo se caracterizaba por la elegancia y el uso del color. Fue especialmente valorado por sus suntuosos retratos, lo que le valió el aprecio de distintas cortes europeas.

## Biografía
No se conoce con certeza el lugar de nacimiento de Amigoni, sugiriéndose normalmente que pudo ser en la ciudad de Nápoles o en Venecia.
Estilísticamente muestra una formación siguiendo a Luca Giordano, con influjos de Francesco Solimena y de la escuela veneciana de Guardi, Piazetta o Longhi. Nacido o no en Nápoles, se trasladó muy joven a Venecia, donde aparece citado en la Fraglia de Venecia en el 1711. En esta ciudad recibió la influencia de pintores como Antonio Bellucci, Sebastiano Ricci, Antonio Balestra, Giovanni Antonio Pellegrini y Rosalba Carriera. 
A partir de 1717 reside normalmente en Baviera, inicialmente en el castillo de Nymphenburg, a partir de 1719 en el castillo de Schleissheim y entre 1725 y 1729 —salvo un viaje a Venecia en 1726— en la abadía benedictina de Ottobeuren. En los frescos que realiza durante esta época, Amigoni se muestra como uno de los primeros seguidores del rococó veneciano, al cual precisamente se le denomina en Alemania como estilo "Amigoni".
Entre 1730 y 1739 se encuentra en Inglaterra, trabajando en el Palacio Thonkerville, en Pown House, en Moor Park y en el teatro del Covent Garden, ilustrando escenas mitológicas e históricas. De su llegada a Inglaterra da testimonio el inglés George Vertue, que incluye también la noticia de sus estudios en Düsseldorf con Giovanni Battista Bellucci, hijo del más conocido Antonio Bellucci.

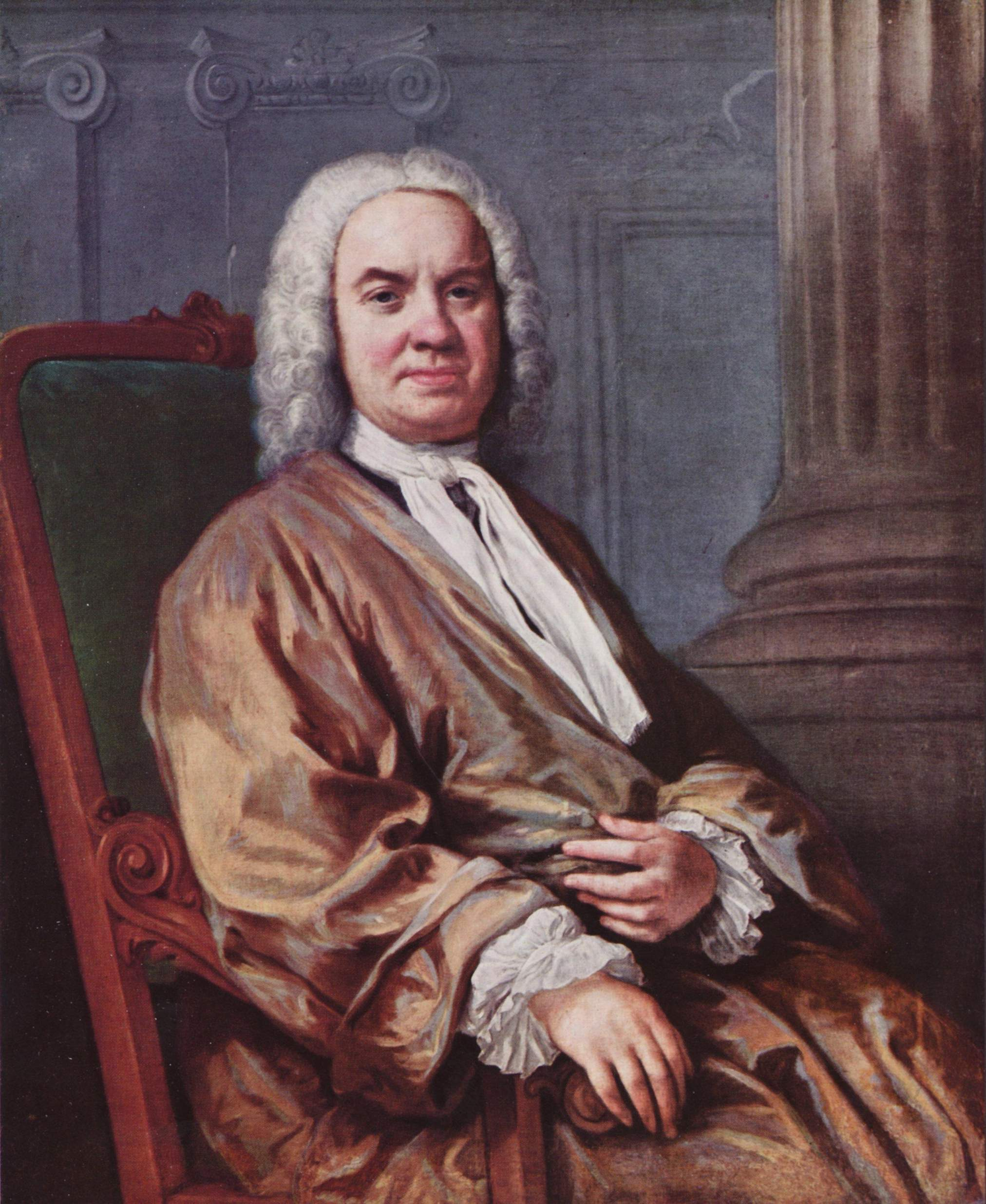
Retrato de Sigmund Streit, Staatliche Museen, Berlín.

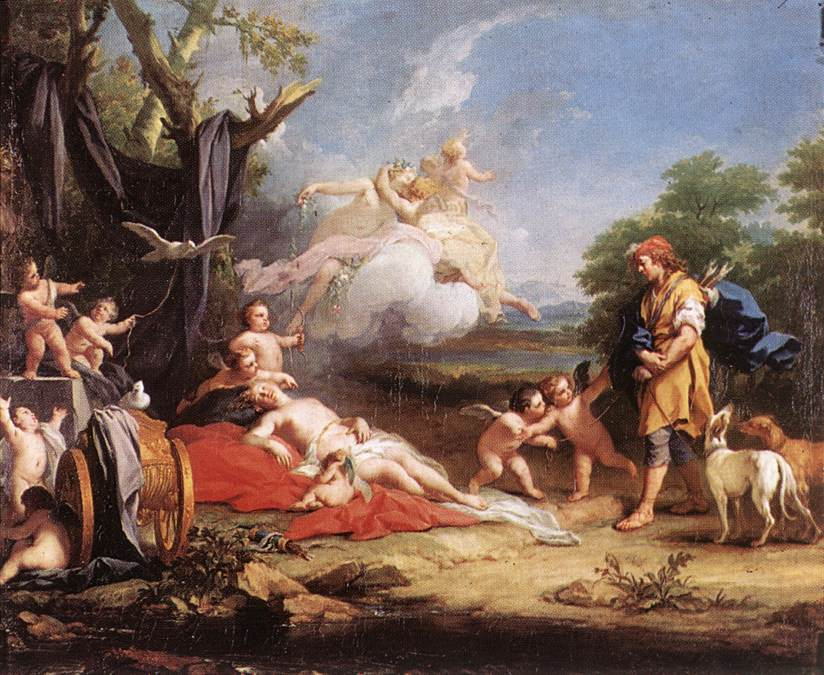
Venus y Adonis, Alte Pinakothek, Múnich.

Durante su viaje a París en 1736 junto con el célebre cantante Farinelli conoce la pintura de Lemoine y de Boucher. A ello debemos sumar su relación estilística con los flamígeros Theodor Van Thulden y Adriaen Van der Werff, a los cuales ya conocía de su etapa en Baviera.
En 1739 vuelve a Italia, quizás a Nápoles pero con seguridad a Montecassino, en cuya abadía se podían contemplar dos cuadros suyos hasta que fueron destruidos durante la Segunda Guerra Mundial. Hasta 1747 trabaja en Venecia para el comerciante berlinés Sigismund Streit, para la Casa de Saboya y en varias iglesias y palacios venecianos.
En 1747 abandona definitivamente Italia para establecerse en Madrid en la corte de Fernando VI, el cual le nombró director de la entonces recién creada Real Academia de Bellas Artes de San Fernando. Su nombramiento como pintor de cámara, sucediendo a Louis Michel Van Loo, significó que la corte española abandonaba el gusto francés (el favorito del difunto monarca Felipe V), inclinándose hacia Italia.
Trabajos suyos se pueden encontrar también en Aranjuez y La Granja, de Segovia, así como en algunos tapices. Según Lafuente Ferrari, las mejores obras que pintó Amiconi en España son dos cuadros conservados en el Real Sitio de la Granja de San Ildefonso: el Juramento de Aníbal y un retrato del Infante Don Carlos (futuro Carlos III de España). Leandro Fernández de Moratín da noticia de un retrato suyo del cantante Farinelli que fue destruido durante una revuelta popular en 1808.
Con Amigoni el rococó en Europa alcanza su apogeo; tanto en la decoración como en sus telas muestra ligereza y gracia, así como una luminosa elegancia de colores fríos y tonos pastel mediante largas pinceladas. Su claridad compositiva lo coloca entre los más importantes representantes de la pintura rococó.

## Obras
- Palacio Real de Aranjuez: Seis alegorías y varios frescos.
- Real Academia de Bellas Artes de San Fernando, Madrid: Retrato de Farinelli .[3]
- Iglesia de Santa Úrsula de Augsburg: Martirio de Santa Úrsula.
- Residencia Nueva en Bamberg: Sagrada Familia.
- Universidad de Barcelona: Encuentro de la copa en la bolsa de Benjamín y José en el palacio del Faraón.
- Abadía de Benediiktbeuren: Santa Anastasia, fechada en 1720, La Immaculada y varios frescos.
- Staatliche Museum de Berlín: Susana y los viejos, Betsabé en el baño, El sacrificio de Isaac, Lot y su hija, Retrato del comerciante Sigismund Streit de 1739, Retrato de señora como Diana, El juicio de Salomón, Jacob y Rebeca en la fuente, El encuentro de Moisés y La juventud de Baco.
- Museo de Brest: El sacrificio de Ifigenia.
- Galería de Arte de Bucarest: Retrato de Farinelli.
- Museo municipal de Conegliano Veneto: Los esponsales de María.
- Museo de Darmstadt: Autorretrato, Judith con la cabeza de Olofernes, Betsabé en el bagno.
- Museo Diocesano de Eichstadt: Predicación de san Juan Bautista.
- Duomo de Este: Martirio de santa Tecla, de 1745.
- Museo de Arte de Lipsia: Madonna con el niño.
- Ministerio de Obras Públicas de Londres: Retrato de la reina Carolina.
- Tate Gallery: Mercurio mata a Argos.
- Museo de Arte del Condado de Los Ángeles: Retrato de señora.
- Museo del Prado de Madrid: Retrato del Marqués de la Ensenada, Retrato de la infanta Maria Teresa Antonia, La copa en el saco de Benjamín, José en el palacio del Faraón y La Santa Faz.[4]
- National Gallery de Victoria, Melbourne: Farinelli, Amigoni y otros amigos.
- Moor Park, Hartfordshire: Júpiter e Io.
- Colección de cuadros del Estado de Mónaco de Baviera: Dos santos en la gloria, Madonna con el niño, Madonna con el niño y san Juán, Retrato del abad Magnus Pachinger, Retrato de Enmanuela Teresa del Corazón de Jesús, de 1719, La Adoración de los Magos, Venus y Adonis.
- Residenz: Apolo y Marte y Calisto y un sátiro.
- Museo Nacional de Baviera: Los embajadores turcos con el príncipe Max Emanuel.
- Museo Pushkin de Moscú: Betsabé en el baño.
- Abadía de Oobeuren: Cristo y los doctores de la Ley, Presentación de María en el Templo, Crucifixión de 1728 y varios frescos.
- Iglesia parroquial de Prata di Pordenone: Madonna del Rosario con san Domingo y santa Rosa de Lima, de 1740.
- Museo del Ermitage de San Petersburgo: Pedro el Grande y Minerva, Júpiter y Calixto.
- Galería del Estado de Schleissheim: Adoración de los Magos, Venus y Adonis, Maria Anna Carolina von Bayern.
- Museo de las Bellas Artes de Seattle: Mercurio y Argos.
- Galería Nacional de Sofía: Madonna con el Bambino.
- Palacio Real de Turín: La continencia de Escipión.
- Museo de Historia y Arte de Trieste: Degollación del Bautista.
- Museo Civico de Udine: Retrato del conde Rodolfo de Colloredo, de 1715.
- Galería de la Academia de Venecia: Diana y Acteón, El juicio de Salomón, Esther y Asuero.
- Museo Correr: Judith y Holofernes, Gioele y Sisera.
- Iglesia de la Salud: San Jerónimo Emiliani.
- Iglesia de San Stae: Santos Andrés y Catalina, de 1717.
- Iglesia de Santa Maria de la Fava: Visitación, Madonna con el Niño y san Francisco de Sales.
- Colección Real del castillo de Windsor: Retrato de la princesa Anna.